# Petrus Frobesius
Petrus Frobesius (* 16. Jahrhundert in Greifswald; † 1613 in Greifswald) war ein deutscher Jurist und Hochschullehrer.

## Leben
Petrus Frobesius war ein Sohn des Greifswalder Ratsherrn gleichen Namens. Er studierte in Greifswald und Straßburg Jura, wurde in Basel promoviert und  1578 in Greifswald zum Professor der Rechte ernannt. Er war Syndikus der Universität und Direktor des geistlichen Konsistoriums.